# Майкл Дуґлас Ґріффін
Майкл Дуґлас Ґріффін (англ. Michael Douglas Griffin; народився 1 листопада 1949 року в місті Абердин, розташованому у штаті Меріленд (США) — колишній керівник Національного управління з аеронавтики й дослідження космічного простору.
1. ↑  Munzinger Personen